# ツツカナ
ツツカナは、コンピュータ将棋のプログラム。プロ棋士に平手で勝利した事がある強豪ソフトの一つ。

## 概要
開発者は一丸貴則。1984年生まれ。大学院修了後無職が続いていたが、ツツカナ開発の技術を買われ、HEROZに入社している。
プログラム名の由来は時計の長針と短針の根元にある部品「筒カナ」から。言葉の響きが気に入っただけで、特に深い意味は無いと言う。読みの探索や深さに対して、時間配分するなど人間らしい指し方をするプログラムといわれている。
世界コンピュータ将棋選手権で3位入賞を果たした事がある他、将棋電王トーナメントで準優勝した事もある。

### プロ棋士との対局
2013年に出場した第2回将棋電王戦において船江恒平五段と対局を行い、184手で勝利。1秒間に400万手読んだ。同年に行われたリベンジマッチは85手で敗れた。
2014年に出場した第3回将棋電王戦において森下卓九段と対局を行い、135手で勝利。解説の棋士が「森下九段のお株を奪うような指し回し」と評価。同年の大晦日から翌年の元日にかけて行われたリベンジマッチは152手で判定負け。

## 競技会成績
| 大会/年                    | 2010 | 2011 | 2012 | 2013 | 2014 | 2015 | 2016 | 2017 | 2018 |
| -------------------------- | ---- | ---- | ---- | ---- | ---- | ---- | ---- | ---- | ---- |
| 世界コンピュータ将棋選手権 | 21   | 12   | 3    | 6    | 7    |      |      |      | 25   |
| 将棋電王トーナメント       |      |      |      | 2    |      |      | 14   |      |      |